# Саттон Гу
Саттон Гу (Sutton Hoo) — курганний некрополь на схід від Вудбріджа в англійському графстві Саффолк, де в 1938—1939 роках зроблено, можливо, найзначніші археологічні знахідки в історії Великої Британії, включаючи неторкнутий поховальний корабель англосаксонського короля рубежу VI і VII століття. Зараз більшість знайдених там предметів зберігається у Британському музеї. Вчені вважають, що в цьому поховальному кораблі, найімовірніше, поховано короля Східної Англії Редвальда. Це місце важливе для встановлення історії англосаксонського королівства Східної Англії та раннього англосаксонського періоду, воно висвітлило період, про який відсутні історичні літописи.
Вперше місце розкопав Безіл Браун під егідою поміщиці Едіт Прітті, але коли його значення стало очевидним, до справи взялися державні експерти. Протягом 1960-х та 1980-х років археологи дослідили ширшу територію та виявляли багато інших окремих поховань. Вражаючі артефакти складають те, що вважається найбільшим скарбом, будь-коли виявленим у Великій Британії. Серед речей, знайдених у похоронній кімнаті, є набір металевих суконь із золота та дорогоцінних каменів, парадний шолом, щит і меч, ліра та срібна пластина Візантійської імперії.
Похоронний корабель викликає порівняння зі світом давньоанглійської поеми «Беовульф». Події поеми відбуваються частково в Геталанді на півдні Швеції, де є археологічні паралелі деяким знахідкам із Саттон Ху.
Поховання розташовані поблизу лиману річки Дебен та інших археологічних пам'яток. Вони мають вигляд групи приблизно з 20 земляних насипів, які піднімаються трохи вище горизонту пагорба-відрогу, якщо дивитись з протилежного берега. Новіший могильник розташований на другому пагорбі біля 500 метрів (1 600 футів) вище за течією відносно першого. Він був виявлений та частково досліджений у 2000 році під час попередніх робіт з будівництва виставкового залу для туристів. Тут також є поховання, але верхівки курганів були знищені пізніше сільськогосподарською діяльністю.
Візитний цент неподалік зберігає оригінальні артефакти, копії знахідок та реконструкцію кімнати поховального корабля. Це місце перебуває під опікою Національного трасту.

## Топонім
Назва Саттон Гу (англ. Sutton Hoo) походить з давньоанглійської. Sut в поєднанні з tun означає «південне поселення», hoh позначає пагорб «у формі шпори». В інших давніх топонімах теж прослідковуються такі значення: Плімут Гу, Фінгрінгу.

## Локація
Саттон Гу, що лежить на березі приливного лиману річки Дебен, ділить свою назву з маленьким селом Саттон, графство Саффолк та його парафією. На протилежному березі знаходиться невелике містечко Вудбрідж, яке знаходиться приблизно за 11 км від Північного моря і трохи нижче броду через річку.. Цей брід був частиною шляху проникнення у Східну Англію в період, який настав за римським пануванням у V столітті.
На південь від Вудбриджа є могильники VI століття в Рашмірі, Літл Білінгс і Тудденхем Сент-Мартін, та навколо Брайтвелл Хіт, місця курганів, що датуються бронзовим віком. Є кладовища цього ж періоду в Рендлшемі і Уффорді. Поховальний корабель у Снейпі — єдиний в Англії, який можна порівняти з кораблем у Саттон Гу.
Територія між Оруеллом та вододілами річок Альде та Дебен могла бути раннім центром королівської влади, спочатку зосередженим на Рендлшемі і Саттон-Ху, і основною складовою у формуванні східноанглійського королівства. На початку VII століття Ґіпсвіч (сучасний Іпсвіч) розпочав свій розвиток як центр зовнішньої торгівлі, монастир Ботольфа в Ікені був заснований королівським указом у 654 р., а Беде описував Рендлшем як королівську резиденцію короля Етельволда.

## Ранні поселення

### Неоліт та Бронзова доба
Існують свідчення, що Саттон Гу був заселений вже в період неоліту, близько 3000 р. до н. е., коли лісові масиви в цій місцевості були розчищені для сільського господарства. Поселенці викопали невеликі ями, в які помістили глиняні горщики. Кілька горщиків були закопані поблизу повалених дерев з дуплами — можливо поселенцям було легше запам'ятати місце заховання, пов'язавши його з дуплом.
В бронзову добу, коли землеробці, що мешкали тоді у Британії, застосовували нещодавно впроваджену технологію обробки металів, у Саттон Гу були побудовані круглі будинки з каркасом з деревини та солом'яними дахами. Найкращий приклад, що зберігся, містив кільце вертикальних стовпів діаметром до 30 сантиметрів (12 дюймів), причому одна пара передбачала вхід на південний схід. У центральному вогнищі було знайдено фаянсовий бісер. Люди, що мешкали в цьому будинку, використовували прикрашену кераміку (дзвоноподібні келихи), вирощували ячмінь, овес і пшеницю та збирали фундук. Вони викопали канави, які розділяли довколишні пасовища на ділянки, що вказую на право власності на землю. Кислотний піщаний ґрунт з часом став вилугованим і безплідним, і цілком ймовірно, що з цієї причини поселення врешті-решт було занедбане, а в середній бронзовий вік (1500—1000 рр. до н. е.) перейшло на випас овець чи худоби, які були огороджені дерев'яними колами.

### Залізна доба та Романо-британський період

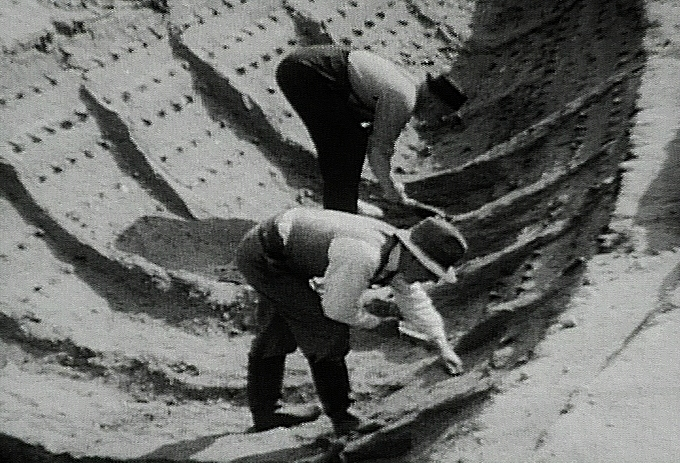
Безіл Браун (спереду) і лейтенант-командер Дж.К.Д. Хатчінсон викопують поховальний корабель 7-ого століттяв Саттон Гу в 1939 році.

У залізну добу залізо замінило мідь і бронзу як домінуючий метал, що застосовувався тоді на Британських островах. У середній залізний вік (близько 500 р. до н. е.) люди, що мешкали в районі Саттон Гу, знову почали вирощувати сільськогосподарські культури, розділяючи землю на невеликі ділянки, відомі тепер як кельтські поля. Використання вузьких траншей означає вирощування винограду, тоді як в інших місцях невеликі кишені темного ґрунту свідчать про те, що, можливо, вирощували велику капусту. Таке вирощування продовжувалось у романо-британський період, з 43 до приблизно 410 рік. Прихід римлян залишив без змін життя бритів. Знайдено кілька артефактів того періоду, включаючи кілька фрагментів кераміки та фібулу. Оскільки Римська імперія заохочувала народи Західної Європи максимально використовувати землю для вирощування сільськогосподарських культур, територія навколо Саттон Гу зазнала деградації та втрати ґрунту. Зрештою вона була покинута і заросла.

## Англо-саксонське кладовище

### Контекст поховання
Після відступу римлян з Південної Британії в 410 р. в південно-східній частині острова почали селитися германські племена, такі як англи та сакси. Багато вчених розглядають Східну Англію як регіон, в якому це поселення було особливо раннім і густонаселеним; назва місцевості походить від англів. З часом залишки раніше існуючого бритського населення прийняли культуру прибулих.
У цей період Південна Британія розділилася на ряд невеликих незалежних королівств. Було знайдено декілька язичницьких кладовищ із королівства Східних Англів, найбільш значимі —в районі Спонг Хілл та Снейп, де було знайдено велику кількість кремацій та інгумацій. Багато могил супроводжувались могильними артефактами, які включали гребінці, щипці та брошки, а також зброю. Біля могил робили жертвоприношення.
У той час, коли використовувалося кладовище Саттон Гу, річка Дебен була частиною жвавої торгівельної та транспортної мережі. Вздовж річки виріс ряд поселень, більшість з яких мали б бути невеликими садибами, хоча, мабуть, існував і більший адміністративний центр, де місцева аристократія тримала суд. Археологи припустили, що такий центр міг існувати в Рендлшемі, Мелтоні, Бромсвеллі або Саттон Гу. Існує припущення, що кургани, що використовувались заможнішими сім'ями, згодом були привласнені як місця для ранніх церков. У таких випадках кургани були зруйновані ще до спорудження церков.
На могильному полі Саттон Гу було близько двадцяти тумулусів; він був зарезервований для людей, яких ховали індивідуально з предметами, які вказували на їх виняткове багатство або престиж. Воно використовувалось таким чином приблизно з 575 по 625 рік і контрастувало із кладовищем Снейпа, де поховальні кораблі та мебльовані могили були додані до вже існуючого кладовища похованих горщиків із попелом після кремації.

### Кремації та інгумації, кургани 17 і 14
Мартін Карвер вважає, що поховання з кремацією в Саттон Ху були одними з найперших на кладовищі. Два з них були розкопані в 1938 році. Під Курганом 3 містився прах людини та коня, розміщеного на дерев’яному кориті чи земляному ложі, разом з франкською металевою францискою із залізним голів'ям та предметами, привезеними із Східного Середземномор’я, включаючи кришку бронзового дзбана, частину мініатюрної різьбленої таблички із зображенням крилатої Перемоги та фрагменти прикрашеної кістки-елементу шкатулки. Під Курганом 4 знаходились кремовані останки чоловіка та жінки, з конем і, можливо, також собакою, а також фрагменти кістяних ігрових предметів.

Курган 17 (помаранчевий), Курган 14 (пурпуровий), інгумації (зелені), та кремації (блакитні) на Саттон Гу

У курганах 5, 6 і 7 Карвер знайшов кремації, депоновані в бронзових мисках. У кургані 5 були знайдені ігрові фігурки, маленькі залізні ножиці, чашка та коробка зі слонової кістки. Курган 7 також містив ігрові фігурки, а також відро, оперезане залізними обручами, пояс для меча та черпак для води, а також залишки коня, великої рогатої худоби, благородного оленя, вівці та свині, спалених разом із загиблим на вогнищі. Курган 6 містив кремованих тварин, ігрові фігурки, пояс для меча та гребінець. Могила Кургану 18 була дуже пошкоджена, але подібного типу. Під час досліджень 1960-х років було виявлено дві кремації в Кургані 5, а також дві інгумації та яму з черепом та фрагментами декоративної фольги. На рівнинних ділянках між курганами Карвер виявив три мебльовані інгумації. В одному невеликому кургані були залишки дитини разом із її пряжкою та мініатюрним списом. Могила чоловіка включала дві пряжки пояса та ніж, а жінки могла містити шкіряну сумку, шпильку та шатлен.
Найбільш вражаюче з поховань без поховальної кімнати - це поховання молодого чоловіка, котрого поховали разом із конем у кургані 17. Кінь був би принесений в жертву на похорон, у достатньо стандартизованому ритуалі, що вказує на відсутність сентиментальної прихильності до нього. Під курганом поруч існували дві непорушені могильні западини. Дубова труна чоловіка містила його зварний меч з правого боку та пояс із мечем, обмотаний навколо леза, який мав бронзову пряжку з гранатовою прикрасою в стилі клуазонне, дві пірамідальні планки та пряжку для піхов. Біля голови чоловіка було кресало та шкіряний мішечок, що містив грубі гранати та шматок чаші у стилі мільфіорі. Навколо труни стояли два списи, щит, невеликий котел і бронзова чаша, горщик, відро, оперезане залізними обручами, та кілька ребер тварин. У північно-західному куті його могили була вуздечка, прикрашена круглими позолоченими бронзовими табличками з переплетеними орнаментами.  Ці предмети сьогодні виставляються в Саттон Ху.

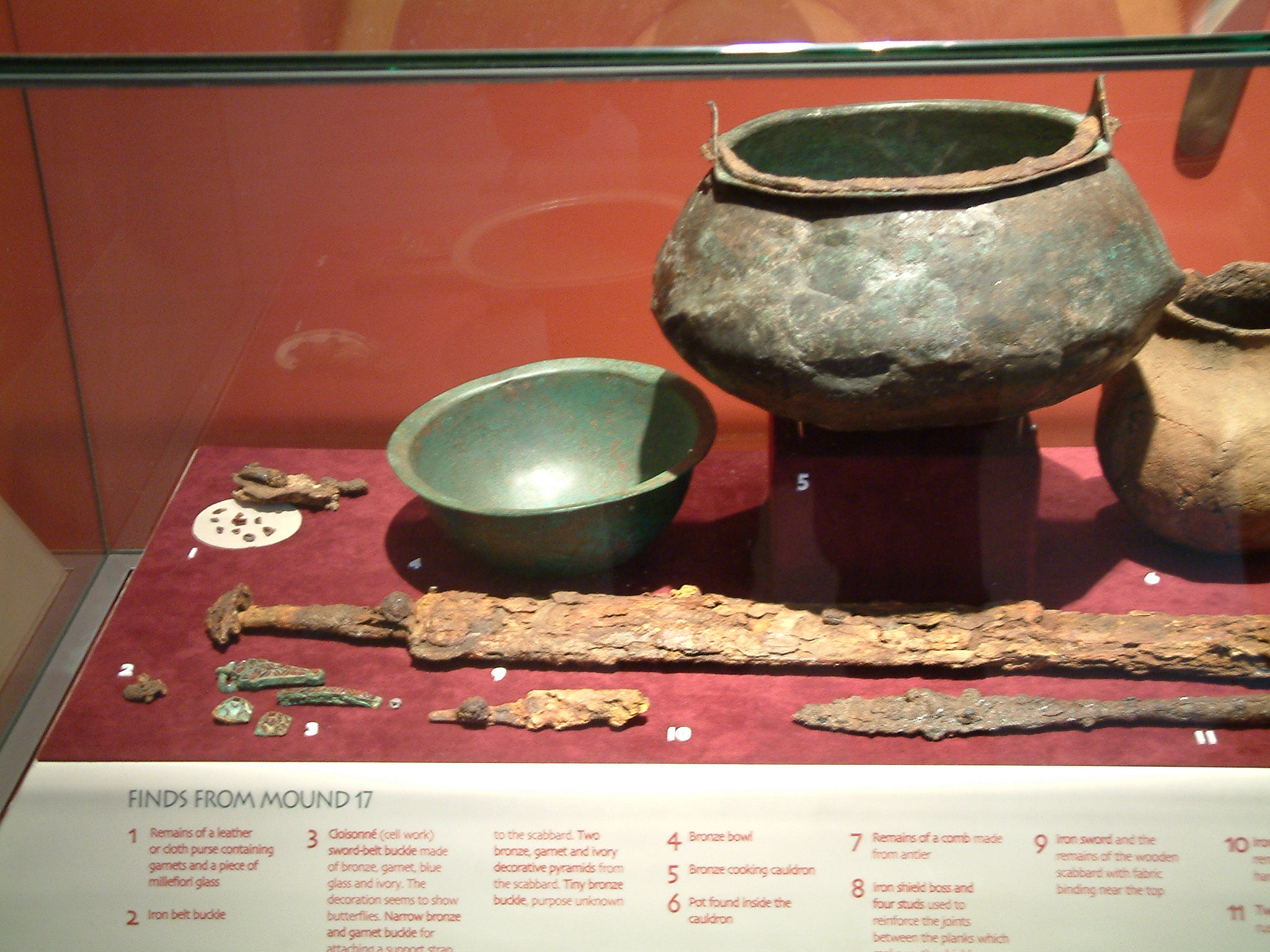
Знахідки з Кургану 17

Інгумаційні могили цього типу знані як з Англії, так і з германської континентальної Європи, більшість із них датуються 6 або початком 7 століття. Приблизно в 1820 р. аналогічна могила був розкопана у Вітнешамі. Є й інші приклади в Лейкенхіті в західній частині Саффолка та на кладовищі Снейп. Інші приклади можна знайти із записів про виявлення кінних поховань в Ай та Мілденхоллі.
Хоча могила під курганом 14 була майже повністю зруйнована через пограбування яке відбулось, очевидно, під час сильної зливи, в ній знаходились надзвичайно якісні речі, що належали жінці. Сюди входили шатлен, портмоне у формі нирки, чаша, кілька пряжок, застібка для сукні та петлі скриньки, всі зі срібла, а також фрагмент вишитої тканини.

### Курган 2

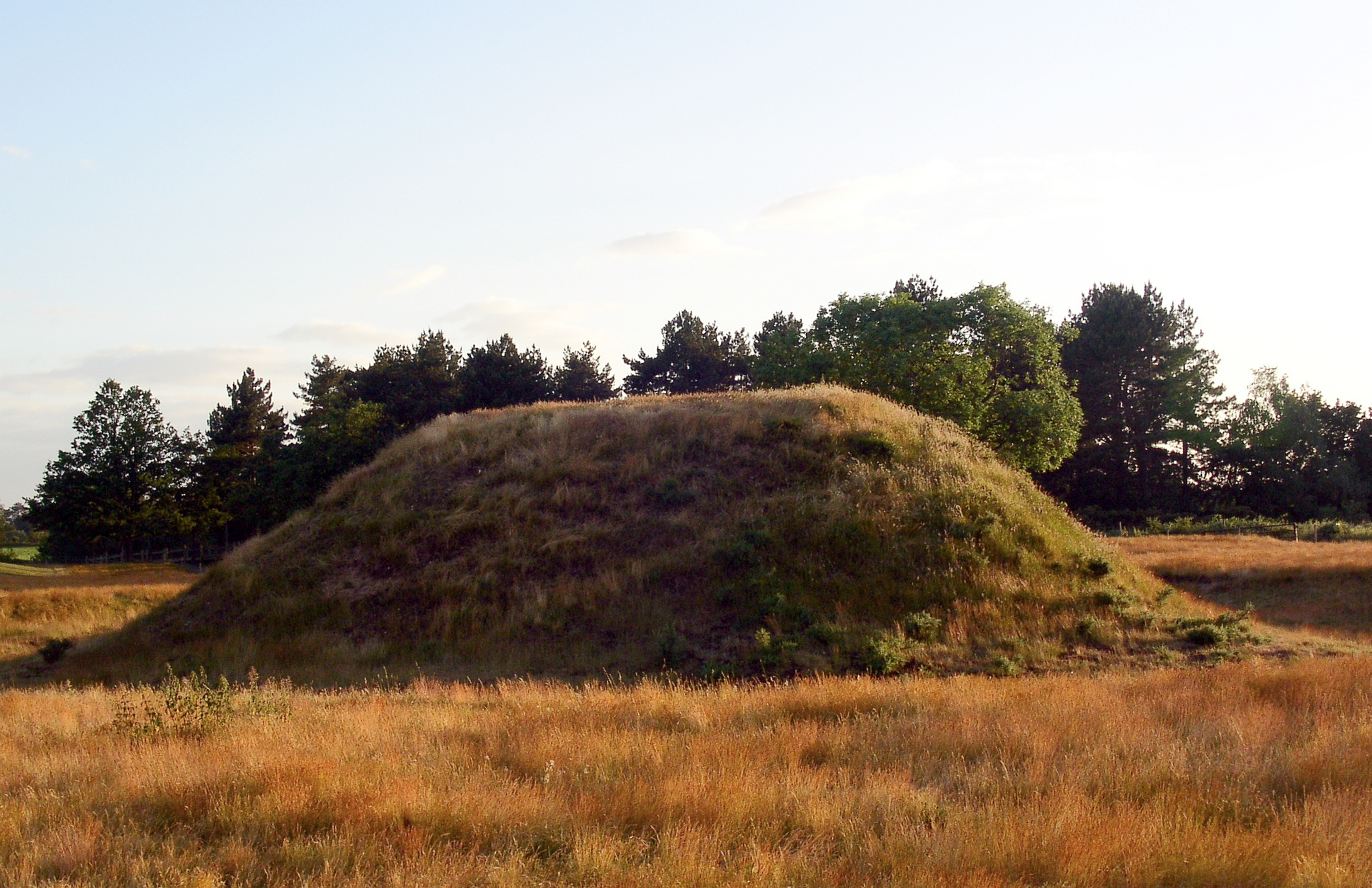
Курган 2 є єдиним з курганів, що був реконструйований до своєї початкової висоти

Ця важлива могила, пошкоджена мародерами, була, мабуть, джерелом багатьох залізних заклепок для кораблів, знайдених у Саттон-Ху в 1860 році. 1938 року, коли курган був розкопаний, були знайдені залізні заклепки, що дозволило інтерпретувати могилу Кургану 2 як маленький човен. Повторне розслідування Карвера показало, що там була прямокутна камера, викладена дошками, завдовжки 5 метрів (16 футів) і завширшки 2 метри (6 футів 7 дюймів), похована під поверхнею землі, в ній було викладено тіло та могильні речі.  Невеликий корабель був розміщений над нею у вздовж лінії схід-захід, а вже зверху над цим був зроблений великий земляний насип.
Хімічний аналіз дна камери дозволив припустити розміщення тіла в південно-західному куті. Серед знайдених речей були фрагменти скляної чаші з англо-саксонського синього скла з нанесеним оздобленням, подібно до недавньої знахідки з могили Пріттвелл в Ессексі. Були два позолочені бронзові диски з орнаментом з переплетеними тваринами, бронзова брошка, срібна пряжка та золота шпилька із пряжки. Чотири предмети мали особливу спорідненість із знахідками Кургану 1: кінчик леза меча демонстрував складний зразок плавлення; срібні позолочені питні рогові кріплення (вибиті з тих самих штампів, що й на Кургані 1; і схожість двох фрагментів драконоподібних кріплень або бляшок.  Хоча ритуали не були однаковими, зв’язок вмісту могили свідчить про зв’язок між двома похованнями.

### Екзекуційні поховання
Кладовище містило останки людей, які загинули насильно, в деяких випадках через повішення та обезголовлення. Здебільшого кістки не збереглися, але плоть забруднила піщаний ґрунт: ґрунт під час копання кашенували (пресували), це допомогло виявити залишки загиблих. Із кількох із них були зроблені зліпки.
Ідентифікацією та вивченням цих поховань керував Карвер. Було розкопано дві основні групи, одна розташована навколо Кургану 5, а друга розташована за межами кладовища курганів у полі на схід від основної локації. Існує думка, що колись на Кургані 5 стояла шибениця, на видному місці поблизу значного пункту перетину річки, і що в могилах знаходились тіла злочинців, можливо страчених в 8-му та 9-му століттях.

### Новий могильник
У 2000 році Рада графства Саффолк доручила розкопати місце, призначене для нового центру відвідувачів Національного трасту, на північ від будинку Транмера, в точці, де хребет долини Дебен виходить на захід, формуючи мис. Коли верхній шар ґрунту був видалений, в одному куті були виявлені ранні англосаксонські поховання, де деякі з них мали предмети високого статусу. Спочатку цей район привернув увагу відкриттям частини бронзової посудини 6 століття із східного Середземномор’я, яка, ймовірно, була частиною мебльованого поховання. Зовнішня поверхня так званого "Бромсвельського відра" була прикрашена фризом у сирійському або нубійському стилі, на якому зображувались голі воїни в бою зі стрибаючими левами, і мала напис грецькою мовою.
На території поблизу колишнього саду з трояндами була виявлена група курганів середнього розміру. Вони вже давно були зрівняні з землею, але їхнє місцезнаходження було виявлено за круговими канавами, кожна з яких містила невеликий закоп, що вказує на наявність єдиного поховання, ймовірно, з незгорілого людського праху. Одне поховання лежало в неправильній овальній ямі, яка містила дві посудини, штамповану чорну фаянсову урну кінця 6-ого століття та добре збережену велику бронзову підвісну миску з ажурними накидними гачками та відповідним круглим кріпленням у центрі.  В іншому похованні поруч зі списом був похований чоловік, прикритий щитом середнього розміру. На щиті були орнаментована шпилька та два тонких металевих кріплення, орнаментовані хижими птахами та драконоподібними істотами.

### Курган 1
У корабельному похованні, виявленому під Курганом 1 у 1939 р., містилася одна з найпишніших за своїми розмірами та повнотою археологічних знахідок в Англії, як і за далекосяжністю зв’язків, якістю та красою вмісту та глибиною інтересу, який вона викликала.

#### Поховання
Хоча оригінальна деревина практично не збереглася, форма корабля була ідеально збережена. Плями на піску - все що лишилось від деревини, але навіть вони зберегли багато будівельних деталей. Майже всі заклепки із залізної планки знаходились у своїх початкових місцях. Можна було оглянути оригінальний корабель, довжина якого виявилася 27 метрів (89 футів), він був загострений з обох кінців і мав високі стовбури на краях (ахтерштевені), що піднімались, та кормові стовпи. По середині корабель розширювався до 4,4 метрі (14 футів) між балками і мав висоту до 1,5 метра (4 фути 11 дюймів) над кілем. Від кільної дошки корпус був побудований клінкерним способом з дев'ятьма дошками по обидва боки, закріпленими заклепками. Двадцять шість дерев’яних ребер зміцнювали форму. Були помітні ремонтні роботи: це було морське судно високої майстерності, але спадного кіля не було. Було вилучено настил, лавки та щоглу. У передній та кормовій частинах уздовж планширів були опори для весел у формі англосаксонської літери "торн", що вказує на те, що, можливо, там було місця для приблизно сорока гребців. Центральна камера мала дерев'яні стіни з обох кінців та дах, який, мабуть, був зйомним.
Важке дубове судно було витягнуто з річки на пагорб і опущено в підготовлену траншею, тому над поверхнею землі піднімалися лише верхівки форштевеня і кормових стовпів.  Після додавання тіла та артефактів був побудований овальний курган, який покривав корабель і піднімався над горизонтом з боку річки.  Вид на річку тепер закритий деревами, але курган мав бути видимим символом влади для тих, хто користується водним шляхом. Здається, це був останній випадок, коли кладовище Саттон Гу використовувалось за своїм початковим призначенням.
Деякий час після поховання курган обвалився під своєю вагою, втискаючи вміст корабля в шар землі.

#### Тіло в поховальному кораблі
Оскільки тіла не було знайдено, на початку існували припущення, що поховання корабля було кенотафом, але аналізи ґрунту, проведені в 1967 році, виявили фосфатні сліди, підтверджуючи думку про те, що тіло зникло в кислотному ґрунті. Було зазначено наявність платформи (або великої труни) довжиною близько 2,7 м. Поруч були дерев’яне відро, оперезане залізними обручами, залізна лампа з бджолиним воском та пляшка північно-континентального виробництва. Предмети навколо тіла вказують на те, що воно лежало головою на західному кінці дерев'яної конструкції.
Артефакти біля тіла були визнані регаліями, що вказує на те, що похований був королем. Більшість припускає, що він міг бути одним з східноанглійських королів через близькість королівського туну Рендлшем. 1940 року Х.М. Чадвік припустив, що це корабельне поховання, ймовірно, було могилою Редвальда, згодом наукова думка розділилась між Редвальдом та його сином (або пасинком) Сігебертом. Людину, яку поховали під курганом 1, неможливо ідентифікувати, але ототожнення з Редвальдом все ще має широке наукове визнання. Але час від часу пропонуються інші ідентифікаційні дані, зокрема це міг бути його син Еорпвальд зі Східної Англії, який став спадкоємцем свого батька приблизно в 624 році. Редвальд є найвірогіднішим серед кандидатів через високу якість артефактів в кургані і відповідно наявність необхідних ресурсів, щоб зібрати їх, участь громади, необхідна для проведення ритуалу на кладовищі, зарезервованому для еліти, безпосередню близькість Саттон Гу до Рендлшема і горизонти ймовірних дат. Станом на 2019 рік, відреставрований музей на цьому місці стверджує, що це тіло Редвальда, тоді як Британський музей просто говорить "король Східної Англії". Аналіз меровінгських монет Гаретом Вільямсом, куратором ранньосередньовічного карбування монет у Британському музеї, звузив дату поховання до років між 610 і 635. Це робить Сігеберта, який помер у 637 р., менш імовірним кандидатом. Редвальд все ще залишається фаворитом, хоча Еорпвальд також відповідає часовим шкалам, оскільки він помер у 627 чи 628 році.
Пильніший огляд рукоятки меча дозволяє припустити, що мешканець був лівшею, оскільки золоте оздоблення рукоятки зношене більше на протилежному боці, ніж це можна було очікувати у хазяїна-правші. Розміщення меча на правій стороні тіла підтримує цю теорію, оскільки інші англосаксонські поховання розміщували меч на лівій стороні.

## Об'єкти в поховальній кімнаті
Девід М. Вілсон зауважив, що вироби з металу, знайдені в могилах Саттон-Ху, були "роботою найвищої якості, не лише в Англії, а й всій Європі".
Саттон Гу - наріжний камінь у вивченні мистецтва  Великої Британії 6–9 століть. Джордж Хендерсон описав корабельні скарби як "першу перевірену теплицю для інкубації острівного мистецтва". Золоті та гранатові предмети демонструють творче поєднання ранніх технік та мотивів майстром-ювеліром. Острівне мистецтво спиралося на ірландські, піктські, англосаксонські, корінні британські та середземноморські художні джерела: Книга з Дарроу VII століття зобов’язана стільки ж піктській скульптурі, британським мілефіорі та емалевим виробам, а також англосаксонським виробам з прикрасою в стилі клуазонне, як і ірландському мистецтву.Henderson, 1999, с. 19—53 Скарби Саттон Гу являють собою континуум від дохристиянського накопичення дорогоцінних предметів з різних культурних джерел до мистецтва євангельських книг, святинь та літургійних чи династичних предметів.

### Область голови: шолом, чаші та ложки

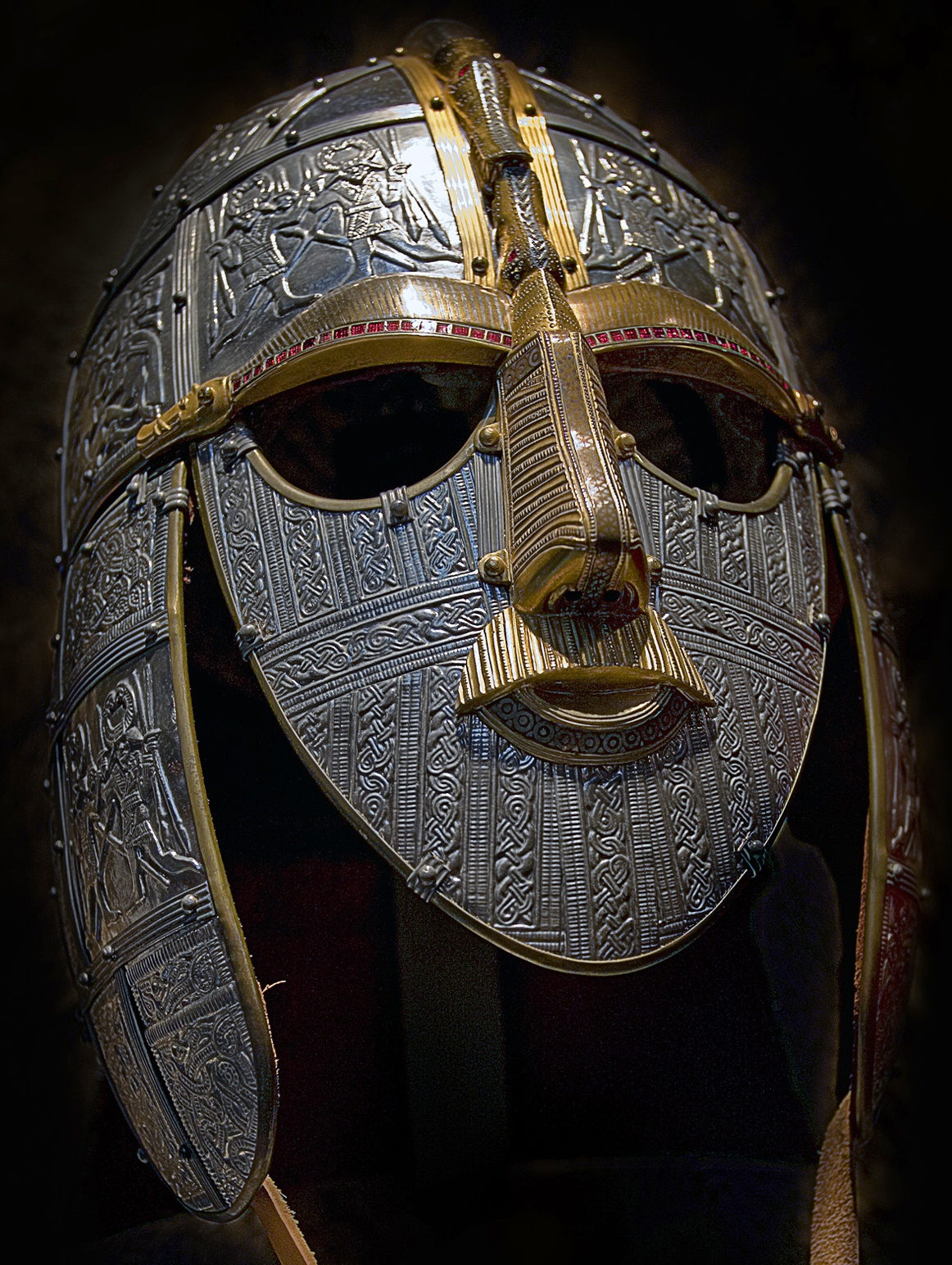
Репліка шолому з Саттон Гу, виготовлена для Британського музею

На лівому боці голови розміщували "чубатий" і маскований шолом, загорнутий у тканину. Разом з його панелями із лудженої бронзи та збірними кріпленнями, це оздоблення безпосередньо можна порівняти з тим, що знайдено на шоломах з могильників Вендел та Вальсгарде у східній Швеції. Шолом Саттон Гу відрізняється від шведських прикладів тим, що має залізний череп з одинарною склепінчастою оболонкою, має повну маску для обличчя, міцний кожух на шиї та глибокі вилиці. Ці особливості були використані, щоб обгрунтувати англійське походження для основної конструкції шолома; глибокі вилиці мають паралелі в шоломі з Коппергейт, знайденому в Йорку. Хоча зовні він дуже схожий на шведські приклади, шолом з Саттон Гу є продуктом кращої майстерності. Шоломи - надзвичайно рідкісні знахідки. Жодної іншої подібної фігурної пластинки в Англії не було відомо, крім фрагмента поховання в Кенбі, графство Лінкольншир, до відкриття в 2009 році скарбу в Стаффордширі, в якому їх було багато. Шолом іржавів у могилі і був розбитий на сотні крихітних уламків, коли дах камери обвалився. Таким чином, реставрація шолома передбачала ретельну ідентифікацію, групування та орієнтацію вцілілих фрагментів, перш ніж його можна було реконструювати.
Праворуч від голови був розміщений перевернутий вкладений набір із десяти срібних чаш, зроблених, мабуть, у Східній імперії протягом шостого століття. Під ними були дві срібні ложки, можливо, з Візантії, з накарбованими іменами апостолів. Одна ложка позначена оригінальними грецькими літерами з іменем PAULOS. Інша відповідна ложка була модифікована за допомогою позначень букв франкського різака для монет, з накарбованим іменем SAULOS. Одна з теорій припускає, що ложки (а можливо і чаші) були подарунком на хрещення для похованої людини.

### Зброя по праву руку від тіла
Праворуч від "тіла" лежало кілька списів, збереглись переважно лише їхні верхівки, включаючи три колючі ангони, кінці яких були засунуті крізь ручку бронзової чаші. Поруч була паличка з невеликим кріпленням із зображенням вовка. Ближче до тіла лежав меч із  руків'ям прикрашеним в стилі клуазонне золотом та гранатами, завдовжки 85 сантиметрів (33 дюйми), його гравійоване лезо все ще знаходилось у ножнах, з куполоподібними прикрасами та пірамідальним кріпленням.  Крім цього біля тіла лежав пояс для мечів і пояс, обладнаний набором золотих кріплень і ремінців-розподільників із надзвичайно хитромудрим гранатовим орнаментом.

### Область верхньої частини тіла: капшук, застібки на плечі та пряжка
Разом із кріпленнями для мечів та кріпленнями до піхов золоті та гранатові предмети, знайдені у верхній частині тіла, що утворюють узгоджений ансамбль, є одними зі справжніх чудес Саттон Гу. Їхня художня та технічна якість виняткова.
"Велика" золота пряжка виконана з трьох частин. Пластина є довгим звивистим овоїдом, але із симетричним обрисом із щільно переплетеними та взаємопроникаючими стрічковими тваринами, викарбуваними на фронтальній стороні. На золоті поверхні отримали дрібні деталі шляхом відтиску. Пластина пустотіла і має шарнірну спинку, утворюючи потайну камеру, можливо для реліквії. Як язичкова пластина, так і обруч цілісні, орнаментовані та майстерно розроблені.
Кожна наплічна застібка складається з двох відповідних вигнутих половин, закріплених на довгій знімній ланцюговій шпильці. Поверхні застібок це панелі з переплетеними ступінчастими гранатами та вставками в стилі мільфіорі шаховому порядку, оточені переплетеним орнаментом стрічкових тварин германського стилю. Напівкруглі кінчики застібок містять гранатові з’єднання кабанів із філігранним оточенням. На нижній стороні кріплень розташовані вушка для кріплення до жорсткої шкіряної кираси. Функція застібок полягає в тому, щоб утримувати разом дві половини такої броні, щоб вона могла тісно прилягати до тулуба на римський манір. Самої кираси, в яку, можливо, було одягнене тіло в могилі, не залишилось. Жодних інших англосаксонських застібок на кіраси не відомо.
Декоративне вічко капшука, що закривало сам загублений шкіряний капшук, висіло на поясі. Вічко складається з ниркоподібної коміркової рами, що охоплює лист рогової кістки, на якій вмонтовані пари вишуканих пластинок з гранатових комірок, що зображують птахів, вовків, що пожирають чоловіків (або давній мотив Повелителя тварин) і геометричні мотиви, та подвійна панель, на якій зображені тварини з переплетеними кінцівками. Виробник вивів ці зображення з орнаменту шоломів у шведському стилі та кріплень для щитів. У його творчості вони переносяться у коміркове середовище з вражаючою технічною та художньою віртуозністю.
Це роботи майстра-ювеліра, який мав доступ до східноанглійського озброєння, що містить предмети, що використовуються як джерела зразків. Як ансамбль вони дозволили покровителю складати враження імператора. У капшуці було тридцять сім золотих шилінгів або тремісів, всі з різних монетних дворів франків. Їх навмисно збирали. Були також три пустотілі монети та два невеликі злитки. Це спонукало до різних пояснень: як римські оболи, їх, можливо, залишили як плату сорока примарним веслярам у потойбічному світі, або вони були похоронною даниною, або виразом вірності. Вони дають першочергові дані про дату поховання, якою вважається третє десятиліття VII століття.

### Область нижньої частини тіла
На ділянці, що відповідає гомілкам тіла, були викладені різні посудини для пиття, включаючи пару питних рогів, виготовлених з рогів турів, вимерлих в ранні середньовічні часи. Вони мають відповідні штамповані позолочені кріплення на ободі та вандайки, подібні по обробці та дизайну до кріплень для щитів, і дуже подібні до вцілілих рогових вандайків із Кургану 2. У тій же області стояв набір чаш з кленового дерева з подібними кріпленнями на обід і вандайками (трикутні пластинки - елементи орнаменту), а з лівого боку лежала купа складеної тканини.
Велика кількість матеріалів, включаючи металеві предмети та тканину, була сформована у дві складені або упаковані купи на східному кінці центральної дерев'яної конструкції. Серед них був уцілілий гауберк, що є великою рідкістю, виготовлений з рядів зварених і заклепованих залізних ланок, що чергуються, дві підвісні чаші, шкіряне взуття, подушка, що була напхана пір’ям, предмети зі шкіри та дерев'яне блюдо. З одного боку купи лежала залізна сокира-молот із довгою залізною ручкою, можливо це була зброя.
Поверх складених речей була встановлена рифлена срібна таця з випадними ручками, імовірно, виготовлена в Італії, з рельєфним зображенням жіночої голови в пізньоримському стилі. На ній містилися серія маленьких чашок з капу з ободами, гребінці з рогів, маленькі металеві ножі, маленька срібна чаша та різні інші дрібні артефакти (можливо, предмети туалету), включаючи кістяну ігрову деталь, яку вважають королівською фігуркою із набору гри типу "Тавлія". Над ними був срібний ківш із позолоченим орнаментом з шевроном, також середземноморського походження.
Поверх всього цього, лежала дуже велика кругла срібна пластина з карбованим орнаментом, виготовлена в Східній Імперії близько 500 року. На ній був нанесений штамп імператора Анастасія I (491–518). На цій пластині був нанесений шматок незгорілої кістки невизначеного походження. Ансамбль середземноморського срібного посуду в могилі Саттон Гу є унікальною для цього періоду у Великій Британії та Європі.

### Східна та західна стіни

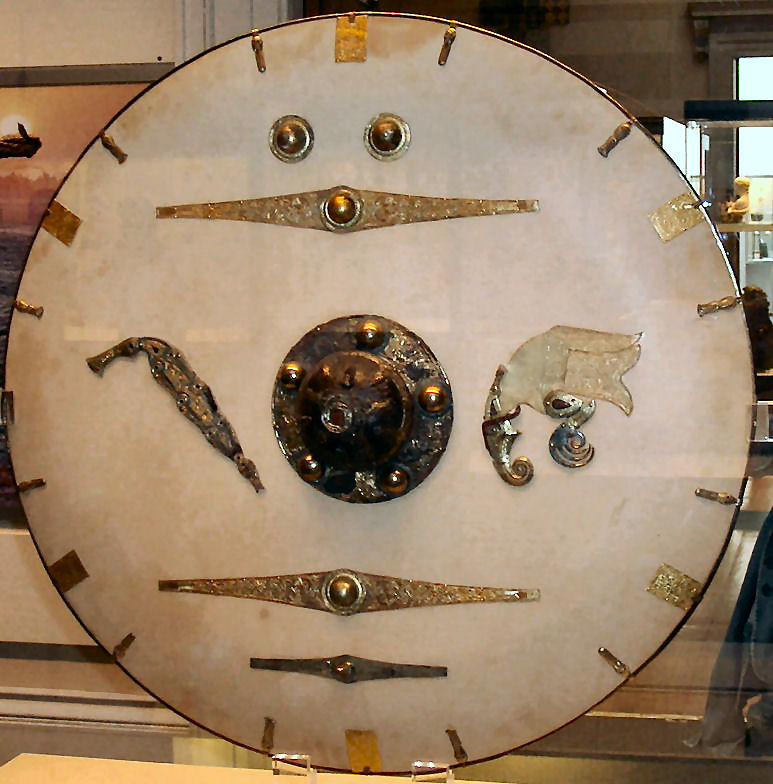
Реконструкція щита

Уздовж внутрішньої західної стіни біля північно-західного кута стояв високий залізний стенд з сіткою на верхівці. Поряд з цим лежав дуже великий круглий щит із центральною верхівкою, оправлений гранатами та пресованими дерев'яними пластинами з переплетеним тваринним орнаментом. На передній частині щита були дві великі емблеми з гранатовими оправами, одна — металевий хижий птах, а інша — летючий дракон. У ньому також були листові смуги орнаментовані тваринами, безпосередньо пов'язані з використанням прикладів із раннього кладовища у Венделі, поблизу Старої Уппсали у Швеції. Неподалік лежав маленький дзвіночок, можливо для тварини.
Вздовж стіни був довгий брусок квадратного перерізу, звужений з обох кінців і вирізаний з людськими обличчями з кожного боку. Кільцеве кріплення, увінчане бронзовою роговою статуеткою оленя, було закріплено на верхньому кінці, можливо, зроблено так, щоб нагадувати пізньоримський консульський скіпетр. Призначення скіпетра породило значні суперечки та низку теорій, деякі з яких вказують на потенційне релігійне значення оленя. На південь від скіпетра було дерев'яне відро, оковане залізом, одне з кількох у могилі.
У південно-західному куті була група предметів, які, можливо, були підвішені, але при виявленні були розчавленими. Вона включала коптську або східносередземноморську бронзову чашу з ручками та фігурами тварин, знайдену під дуже деформованою шестиструнною англосаксонською лірою в мішку з бобрової шкіри, германського типу, які зустрічались в багатих англосаксонських і північноєвропейських могилах цих дат.. Зверху була велика і надзвичайно складна підвісна чаша з трьома гачками острівного виробництва, з виїмчастої емалі й мільфіорійським кріпленням, мала спіральний орнамент з тонкими лініями та мотиви червоного хреста, емальовану металеву рибку, встановленою для повороту на штифті всередині чаші.

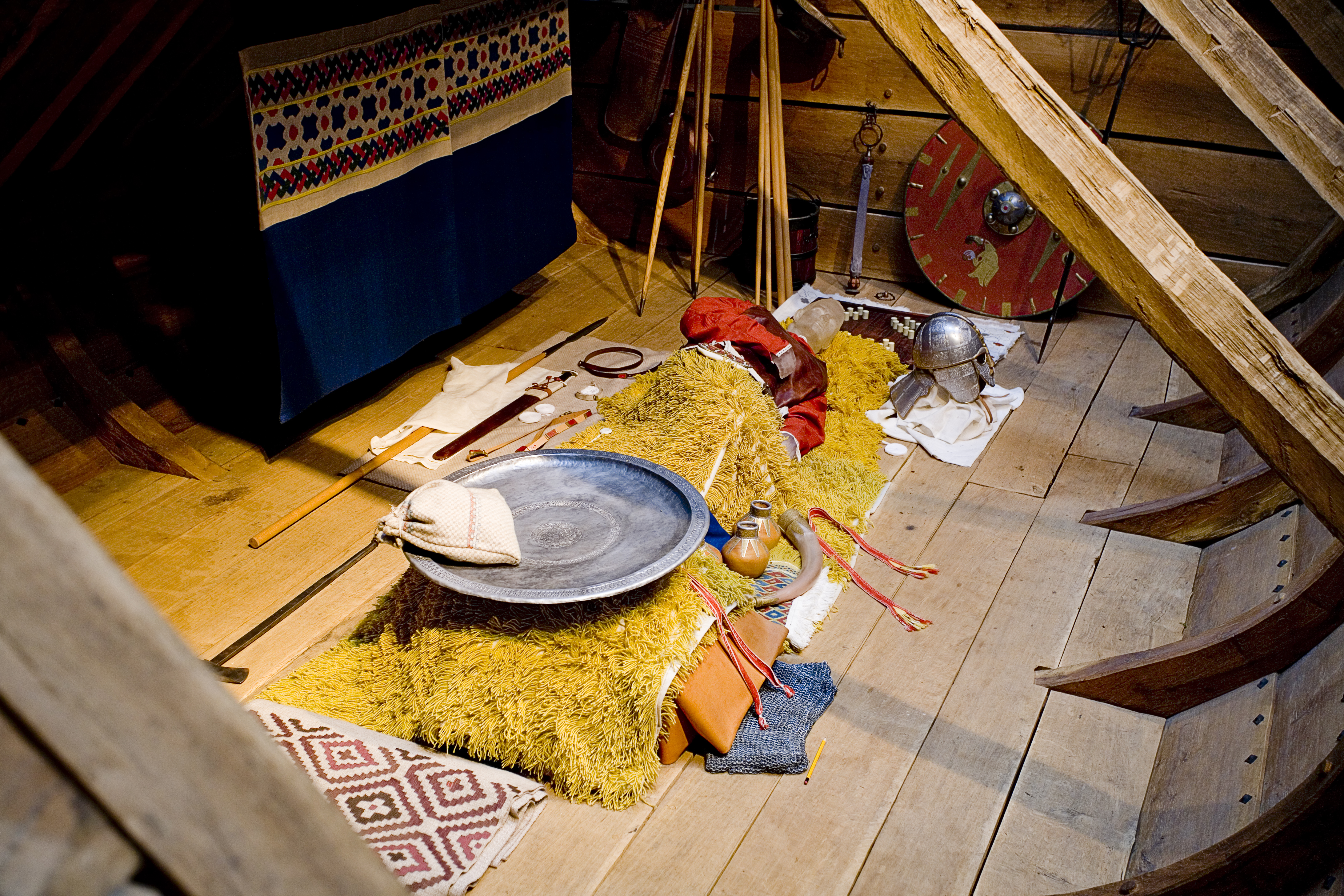
Відтворений похоронний корабель в Саттон Гу

У східному кінці кімнати, недалеко від північного кута стояла залізна діжка тису, що містила менше відро. На південь були два невеликі бронзові казани, які, ймовірно, були підвішені до стіни. Великий окіленний бронзовий казан, схожий на зразок з камерної могили в Таплоу, мав залізні кріплення та дві кільцеві ручки, за одну з яких був підвішений. Поруч лежав залізний ланцюг довжиною майже 3,5 метра зі складних декоративних секцій та кованих ланок для підвішування казана до балок великої зали. Ланцюжок був частиною британських традицій, які існували ще доримських часів. Всі ці предмети мали побутовий характер.

### Тканини
Похоронна камера, очевидно, була багата на текстиль, представлений багатьма збереженими фрагментами або хімічними речовинами, утвореними корозією. Серед знайденого: твіл, можливо, з плащів, ковдр чи завіс, а також залишки плащів із характерною довгополою викройкою. Були також екзотичніші кольорові завіси або розвороти, включаючи деякі (можливо, імпортовані), виткані ступінчатими ромбовими патернами з використанням сирійської техніки, при якій уток обводиться навколо основи для створення текстурованої поверхні. Два інші кольорові візерунки текстилю, біля голови та ніг, нагадують скандинавські роботи того ж періоду.

## Значення
Після смерті шукачки скарбів в 1942, багатства великого кургану надійшли до збірки Британського музею. Менш значимі предмети, виявлені при повторних розкопках курганів і їх околиць, нині виставлені в Іпсвічському музеї.
У 2002 в Саттон Гу відкритий туристичний центр. На церемонії відкриття нобелівський лауреат Шеймас Хіні зачитав уривок з виконаного ним перекладу «Беовульфа». Вибір англосаксонської поеми невипадковий, як невипадково і те, що шолом з Саттон-Ху часто використовують для ілюстрації видань поеми. Адже могильник під Вудбрідж дозволяє нам зазирнути в невідомий досі світ англів і саксів VI—VII століть — той самий світ, який знайшов відбиття в англосаксонському епосі.
Зв'язок з оповідями про подвиги готського правителя підкріплюється тим, що найближчі археологічні відповідності знахідкам із Саттон Гу виявляються саме в Швеції. Для пояснення цих відповідностей висловлюється припущення про походження правлячої династії Східної Англії з землі готів.

## Порівняння

### Подібність зі шведськими похованнями
Ялмар Стольпе у серії розкопок 1881–83 років виявив 14 могил у селі Вендель, що на сході Швеції. Кілька поховань були у човнах, завдовжки до 9 метрів, обладнані мечами, щитами, шоломами й іншими предметами. Починаючи з 1928 року, у Вальсгарде було розкопано ще один могильник, що містить князівські поховання. Язичницький звичай мебльованих поховань, можливо, досяг природної кульмінації в міру того, як почало з'являтися християнство. У могилах Венделя і Вальсгарде також були кораблі, схожі групи артефактів і багато принесених в жертву тварин. Поховальні кораблі за цей період значною мірою були зосереджені в східній Швеції та східній Англії. Ранні поховання в Старій Уппсалі, в тому ж регіоні, мають пряміше відношення до історії Беовульфа, але не містять поховальних кораблів. Відомі норвезькі кораблі Гокстада і Озеберга датуються пізнішою датою.
Розміщення в могилах рогів для пиття, ліри, меча та щита, бронзових та скляних посудин є типовим для високостатусних поховальних камер в Англії. Подібний підбір та розташування предметів у цих могилах свідчить про відповідність побуту та похоронних звичаїв між людьми такого статусу, при цьому поховальний корабель Саттон Гу є унікально розробленою версією виняткової якості. Незвично, що Саттон Гу включав регалії та інструменти влади, і мав прямі скандинавські зв'язки. Можлива причина таких зв'язків криється в добре засвідченому північному звичаї, відповідно до якого діти лідерів часто виховувалися поза домом поважним другом або родичем. Майбутній східноанглійський король, бувши вихованим у Швеції, міг придбати високоякісні предмети й вступити в контакт зі зброярами, перш ніж повернутися в Східну Англію, щоб правити.
Карвер стверджує, що язичницькі правителі Східної Англії відреагували на висхідне зазіхання римського християнського світу використанням все складніших ритуалів кремації, тим самим висловлюючи непокору і незалежність. Жертви страти, якщо вони не були принесені в жертву для поховання на кораблі, можливо, страждали за свою незгоду з культом християнської королівської сім'ї: їх страти можуть збігатися у часі з періодом панування Мерсії над Східною Англією приблизно в 760—825 роках.

### Зв'язок зБеовульфом
Беовульф — давньоанглійська епічна поема, події якої відбуваються у Данії та Швеції (переважно в Йоталанді) протягом першої половини VI століття. Починається з опису похорон великого данського короля Скьольда на кораблі, навантаженому скарбами, та має інші описи скарбів, включаючи могильник Беовульфа. І те, як зображується життя воїнів в залі данського клану Скельдунґ з формальним питвом медовухи, менестрельським речетативом під ліру й винагородою доблесті подарунками, і опис шолома — все може бути проілюстровано знахідками із Саттон Гу. Зв'язки зі східною Швецією, що спостерігаються в кількох артефактах Саттон Гу, посилюють зв'язок зі світом Беовульфа.
Кілька вчених пояснили, як трактування Саттона Гу та Беовульфа вплинули на інших.
Роберта Франк продемонструвала, що відкриття Саттон Гу викликало збільшення появи слова «срібло» в перекладах поеми, попри відсутність у вірші давньоанглійських слів, що позначають срібло.
Сем Ньютон пов'язує зв'язки Саттона Гу і Беовульфа з розпізнаванням Редвальда. Використовуючи генеалогічні дані, він стверджує, що династія  Вульфінгів походила з дому Геат, згаданого як в Беовульфі, так і в поемі Відсід. Можливо, усні матеріали, з яких був зібраний Беовульф, належали східноанглійській королівській традиції, і вони та поховальний корабель прийняли форму героїчного переосмислення, що з'явилось в епоху міграції.
Крістофер Брук у книзі «Королі Саксонії та Нормандії» (англ. The Saxon & Norman Kings, 1963) пише рясні коментарі щодо Беовульфа та скарбів Саттон Гу і пов'язує життя вождів у літературі з відкриттям у 1939 році поховального корабля.

## Розкопки

### До 1938 року

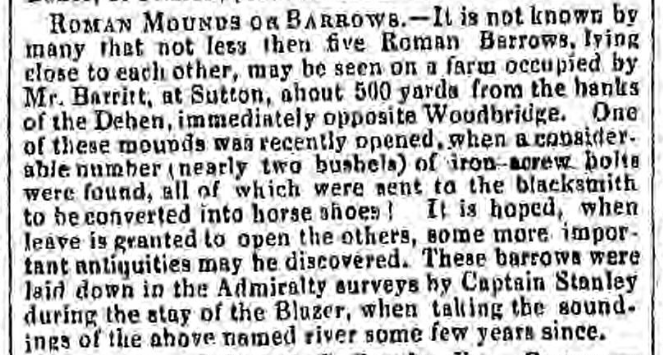
Повідомлення у номеру журналу The Ipswich Journal від 24 листопада 1860 р.

У середньовічні часи західний кінець кургану був перекопаний і прокладено прикордонну канаву. Тому, коли протягом шістнадцятого століття мародери копались у видимому центрі, вони пропустили справжній центр, бо не могли передбачити, що він знаходився дуже глибоко в череві поховального корабля, значно нижче рівня суші.
У XVI столітті яма, датована завдяки уламкам пляшок, що були залишені внизу, була вирита в Кургані 1, ледь не задівши поховання. Ця територія була широко досліджена протягом XIX століття, коли був побудований невеликий оглядовий майданчик, але жодних корисних записів зроблено не було. 1860 року було повідомлено, що приблизно два бушелі залізних гвинтових болтів, імовірно корабельні заклепки, були знайдені при нещодавньому відкритті кургану і є сподівання на відкриття інших.

### Безіл Браун і Чарльз Філліпс: 1938—1939
1910 року неподалік від курганів був побудований особняк з п'ятнадцятьма спальнями, а в 1926 р. особняк та орна земля біля нього була придбана полковником Френком Прітті(англ. Colonel Frank Pretty) — військовим офіцером у відставці, який нещодавно одружився. 1934 року Прітті помер, залишивши вдову Едіт Прітті та маленького сина Роберта Демпстера Прітті. Після смерті чоловіка, Едіт зацікавилася спіритуалізмом — популярним тоді релігійним рухом, який мав на меті надати можливість живим спілкуватися з померлими.
У 1937 р. Прітті вирішила організувати розкопки курганів. Через Музей Іпсвіча вона скористалася послугами Безіла Брауна — саффолкського археолога-самоучки, якого найняли на повну зайнятість для дослідження римських місць для музею. У червні 1938 року, Прітті провела його до курганів, запропонувала йому житло та заробітну плату в 30 шилінгів на тиждень, і порадила йому почати копати на Кургані 1.
Оскільки його турбували попередні копачі могил, Браун, проконсультувавшись з музеєм Іпсвіча, натомість вирішив відрити три менші кургани (2, 3 та 4). Вони лише виявили фрагментовані артефакти, оскільки кургани були пограбовані і не мали цінних речей. У Кургані 2 він знайшов залізні заклепки для кораблів та порушену поховальну кімнату, що містила незвичні фрагменти металевих та скляних артефактів. Спочатку не було визначено, чи були вони предметами ранньої англосаксонської війни чи вікінгів. Музей Іпсвіча тоді долучився до розкопок; знахідки стали частиною колекції музею.
У травні 1939 року Браун розпочав роботу над Курганом 1, йому допомогли садівник сім'ї Прітті Джон (Джек) Джейкобс, їх єгер Вільям Спунер та інший працівник маєтку Берт Фуллер. (Джейкобс жив зі своєю дружиною та трьома дітьми в будинку Саттон Гу.) Вони рили траншею зі східного кінця і на третій день виявили залізну заклепку, яку Браун визначив як заклепку корабля. Впродовж кількох годин інші також були знайдені на своїх місцях. Стали очевидними колосальні розміри знахідки. Після кількох тижнів терплячого вилучення землі з корпусу корабля, вони дійшли до похоронної кімнати.
Наступного місяця Чарльз Філліпс з Кембриджського університету почув чутки про відкриття корабля. Його відвіз до Саттон Гу куратор музею Іпсвіч, пан Мейнард, і Філліпс був вражений побаченим. За короткий час, після обговорень з музеєм Іпсвіч, Британським музеєм, Науковим музеєм та Департаментом робіт, Філліпс взяв на себе відповідальність за розкопки похоронної кімнати. Спочатку Філліпс і Британський музей веліли Брауну припинити розкопки, поки вони не зможуть зібрати свою команду, але він продовжував працювати, що, можливо, і врятувало ділянку від розграбування шукачами скарбів. Команда Філліпса включала В. Ф. Граймс та О. Г. С. Кроуфорд з Ordnance Survey, Пеггі Пігготт (пізніше знана як Маргарет Гвідо) та Стюарт Пігготт, інші друзі та колеги. Розкопки корабля фотографували Мерсі Лак і Барбара Вагстафф (англ. Barbara Wagstaff).
Потреба в нерозголошенні та різні власні інтереси призвели до протистояння між Філліпсом та музеєм Іпсвіча. У 1935—1936 роках Філліпс та його друг Грем Кларк взяли під контроль Доісторичне товариство. Потім куратор, пан Мейнард, звернув свою увагу на роботу, яку Браун веде для музею. Тоді Філліпс, вороже налаштований до почесного президента музею Ріда Мойра, Ф. Р. С., знову з'явився і навмисно виключив Мойра та Мейнарда з нового відкриття в Саттон Гу. Після того, як музей Іпсвіча передчасно оголосив про відкриття, репортери зробили спробу проникнути до цього місця, тому Прітті заплатила двом поліціянтам за цілодобову охорону ділянки.
Знахідки, упаковані та вивезені до Лондона, були повернуті для розслідування, яке відбулося тієї осені в Саттонській сільській ратуші, де було вирішено, що оскільки скарб був похований без наміру його повернути, право на нього належить Прітті як землевласниці. Прітті вирішила заповісти скарб як подарунок нації, щоб зміст і хвилювання її відкриття могли розділити усі.
Коли у вересні 1939 року спалахнула Друга світова війна, предмети поховання були перенесені у сховище. Саттон Гу використовувався як тренувальні полігони для військових машин. 1940 року Філліпс та його колеги випустили важливі публікації, зокрема спеціальний випуск журналу Античність.

### Руперт Брюс-Мітфорд: 1965—1971
Після закінчення війни в 1945 р. артефакти Саттон Гу були вилучені зі складу. Команда на чолі з Рупертом Брюсом-Мітфордом з відділу британських та середньовічних старожитностей Британського музею, визначила їх природу та допомогла реконструювати та відтворити скіпетр та шолом. Вони також наглядали за збереженням артефактів, щоб захистити їх та забезпечити їх перегляд громадськістю.
Проаналізувавши дані, зібрані в 1938—1939 роках, Брюс-Мітфорд дійшов висновку, що досі є питання без відповіді. В результаті його зацікавленості в розкопках раніше не досліджених ділянок місцевості Саттон Гу, було організовано друге археологічне дослідження. Слід корабля був знову знайдений і було встановлено, що він зазнав певних пошкоджень, адже він не був засипаний після розкопок у 1939 році.
Однак, він залишався достатньо цілим, щоб зробити гіпсовий зліпок і склотекстолітову форму. Потім було ухвалено рішення знищити слід для того, аби копати під ним. Пізніше курган був відновлений до вигляду, який він мав до 1939 року. Команда також визначила межі Кургану 5 та дослідила докази доісторичної діяльності на початковій поверхні землі. Вони науково проаналізували та реконструювали деякі знахідки.
Три томи остаточного тексту Брюса-Мітфорда «Похоронний корабель Саттон Гу» (англ. The Sutton Hoo Ship-Burial), були опубліковані в 1975, 1978 і 1983 роках.

### Мартін Карвер: 1983—1992

Нещодавні розкопки виявили фігуру, яка скотилась в неглибоку могилу.

У 1978 році був утворений комітет для проведення третіх та ще більших розкопок в Саттон Гу. За підтримки Лондонського товариства антикварів комітет запропонував розслідування, яке проводитимуть Філіп Рагц з університету Йорка та Руперт Брюс- Мітфорд, але застереження Британського музею призвели до того, що комітет вирішив співпрацювати з Музеєм Ашмола. Комітет визнав, що багато чого змінилося в археології з початку 1970-х. Політика приватизації консервативної партії сигналізувала про зменшення державної підтримки таких проєктів, тоді як поява постпроцесуалізму в археологічній теорії підштовхнуло багатьох археологів до зосередження уваги на таких концепціях, як соціальні зміни. Участь музею Ашмола переконала Британський музей та Товариство антикварів допомогти у фінансуванні проєкту. 1982 року Мартін Карвер з університету Йорка був призначений для ведення розкопок. Він мав на меті дослідити «політику, соціальну організацію та ідеологію» Саттона Гу. Попри спротив тих, хто вважав, що наявні кошти можуть бути краще використані для археології порятунку, у 1983 році проєкт продовжився.
Карвер вірив у відновлення зарослого місця, велика частина якого була пронизана кролячими норами. Після обстеження ділянки за допомогою нових методів, верхній шар ґрунту був зачищений на всій території, включаючи кургани 2, 5, 6, 7, 17 і 18. Була зроблена нова карта ґрунтових патернів і інтрузій, яка показала, що кургани розміщувались згідно з доісторичними та римськими патернами поховання. Також, були знайдені англосаксонські могили жертв страти, які були визначені молодшими за первинні кургани. Курган 2 був повторно досліджений, а згодом відбудований. У кургані 17, раніше недоторканому похованні, було виявлено молодого чоловіка, його зброю і товари, а також, окрему могилу для коня. Значну частину могильного поля залишили нерозкопаними на користь майбутніх дослідників і поки що невідомих наукових методів.

## Виставка

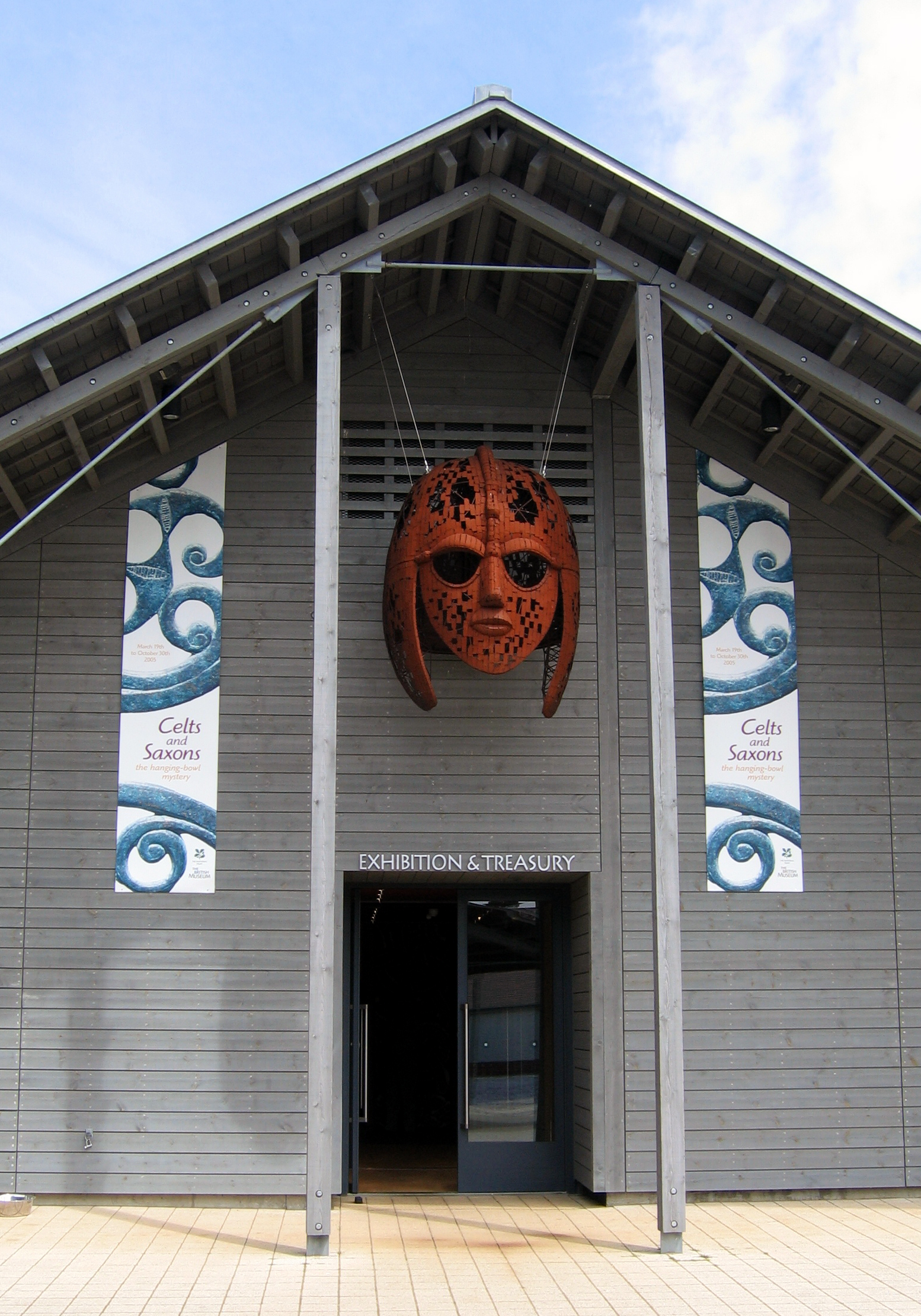
Виставковий зал Саттон Гу зі Шолом Саттон Гу (скульптура), зроблений Ріком Кербі

Поховальний корабель був подарований державі власницею, Едіт Прітті і на той час був найбільшим подарунком, зробленим Британському музею живим пожертвувачем. Зараз основні предмети постійно експонуються у Британському музеї. Експонати оригінальних знахідок, розкопаних у 1938 році з курганів 2, 3 і 4, та копії найважливіших предметів з кургану 1 можна побачити в музеї Іпсвіч.
У 1990-х роках розташування Саттон Гу, включаючи будинок Саттон Гу, був переданий Національному трасту довіреними особами фонду Енні Транмер. У центрі відвідувачів Саттон Гу та виставковому залі можна побачити нещодавно знайдену підвісну миску та бромсвельське відро, знахідки з кінної могили, відтворення похоронної кімнати та її вміст.
Центр відвідувачів розроблений компанією ван Гейнінген і Гавард Аркітекс для Національного трасту. Їх робота включала загальне планування маєтку, дизайн виставкового залу та приміщень для відвідувачів, паркування автомобілів та реставрацію едвардіанського будинку для надання додаткових зручностей.
Відкриття центру, вартість якого склала £5 млн, відбулося у березні 2002 року нобелівським лауреатом Шеймасом Гіні, який опублікував переклад епічної поеми Беовульф.

## Саттон Гу в медіа та культурі
- Вуфінги (англ. The Wuffings), п'єса, написана в 1997 році Іваном Каттінгом (англ. Ivan Cutting) і Кевіном Крослі-Голландом[en], зображує події, що ведуть до поховання в Кургані 1. Вона була поставлена театральною групою Eastern Angles на Вікгемському ярмарку[en], що за 5 км на північ від Саттон Гу.[159][160]
- Новела "Розкопки"[en] — це історична новела, написана в 2007 році британським новелістом Джоном Престоном, племінником Маргарет Ґвідо[en], яка зображує події 1939 року - розкопки Саттон Гу.[161][162] В 2021 році Netflix зняв фільм за цією новеллою, з тією ж назвою — "Розкопки"[en], із Кері Малліган та Рейфом Файнзом в головних ролях. Фільм було випущено в січні 2021 року[163] Деяка частина знімання проходила власне в Саттон Гу.
- Ландшафт цього місця був використаний також в комп'ютерній грі Assassin's Creed Valhalla, що вийшла в 2020 році.[164]